# Strangpressplatte
Die Strangpressplatte ist eine Untergruppe der Spanplatte.

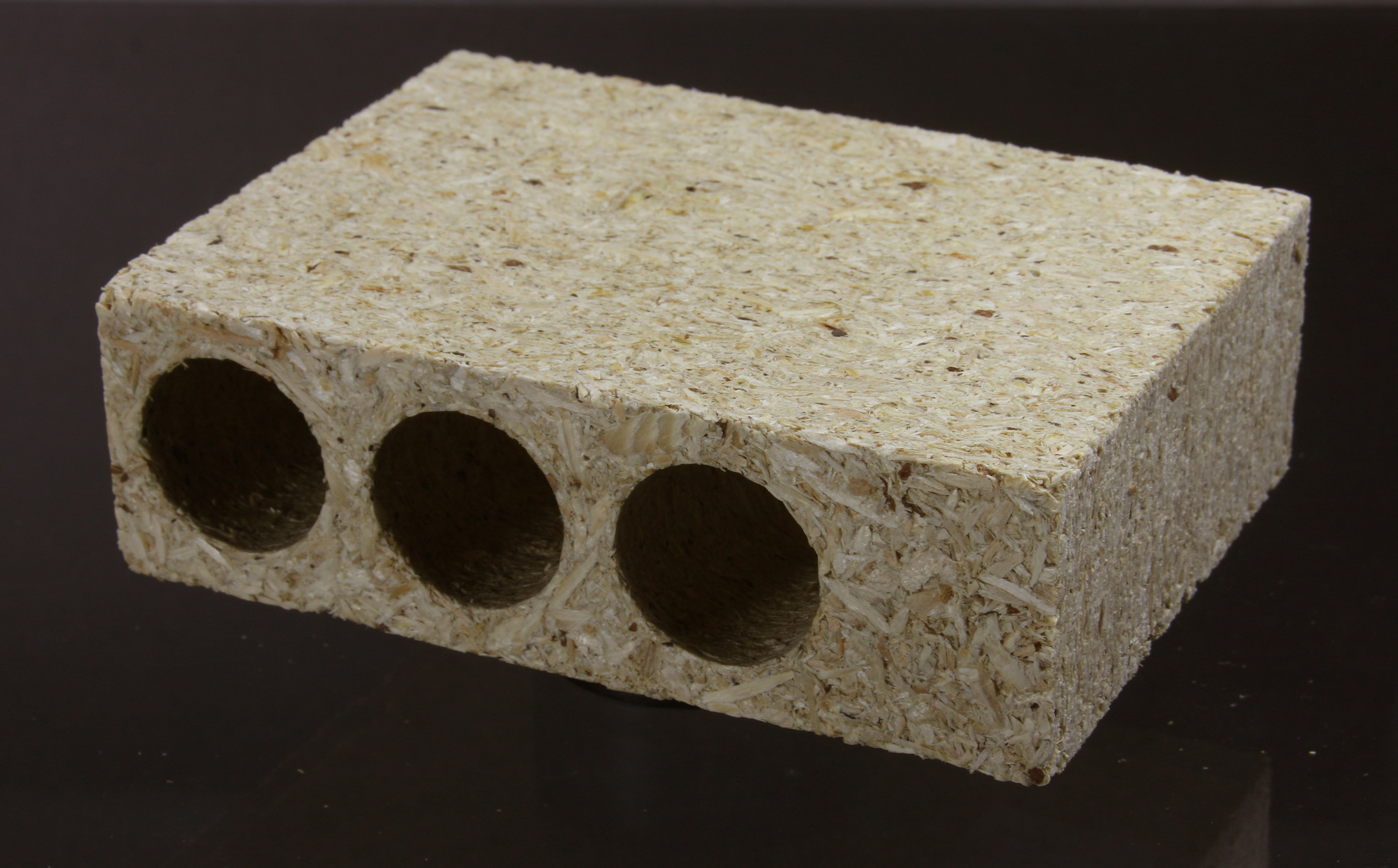
Strangpress-Röhrenplatte

Sie besteht aus Holzspänen und einem Klebstoff. Im Gegensatz zu der Flachpressplatte liegen hier die Späne vorzugsweise rechtwinklig zur Plattenebene.
 Um dies zu erreichen, werden bei der Herstellung von Strangpress-Vollplatten die Späne in einen beheizten Presskanal gestreut und mit einem Kolben verdichtet. Dadurch können zum Beispiel Furnierreste, Schwarten oder selbst Holzmehl verwendet werden. Wegen dieser Querschnittstruktur besitzen sie aber nur eine sehr geringe Biegefestigkeit und werden deshalb fast immer zum Beispiel mit einem Furnier oder einer Holzfaserplatte beplankt.
Bei Strangpress-Röhrenplatten befinden sich bei der Herstellung mehrere Heizrohre längs der Pressrichtung im Presskanal. Durch den dadurch entstehenden Hohlraum werden diese Platten sehr leicht und finden Verwendung zum Beispiel in Türblättern oder Wandelementen.

## Kurzzeichen

### Strangpress-Vollplatte
- nach DIN EN 14755 (2006)
  - (ES) extruded solid
  - (ESL) extruded solid light
- nach DIN 68762 (1982) veraltet
  - (LF) Vollplatte
  - (LMD) Vollplatte
- nach DIN 68764 (1973) veraltet
  - (SV)

### Strangpress-Röhrenplatte
- nach DIN EN 14755 (2006)
  - (ET) extruded tubular
  - (ETL) extruded tubular light
- nach DIN 68762 (1982) veraltet
  - (LR) Röhrenplatte
  - (LRD) Röhrenplatte einseitig durchbrochen
- nach DIN 68764 (1973) veraltet
  - (SR)

## Geschichte der Normung
- 2006 DIN EN 14755 
  - 1982–2006 DIN 68762 
    - 1973–1982 DIN 68764